# Kossuth (Bartók)
Pour le personnage historique, voir Lajos Kossuth.
 (février 2024).
Si vous disposez d'ouvrages ou d'articles de référence ou si vous connaissez des sites web de qualité traitant du thème abordé ici, merci de compléter l'article en donnant les références utiles à sa vérifiabilité et en les liant à la section « Notes et références ».
Kossuth est la première grande œuvre pour orchestre du compositeur hongrois Béla Bartók. Il s'agit plutôt d'un poème symphonique, mais Bartók l'avait désignée symphonie. Il la considérait toutefois comme une œuvre de jeunesse (il avait vingt-deux ans, et achevait à peine ses études), et ne la compta pas parmi ses opus (elle porte les numéros de catalogue DD 75a, BB 31).
Le poème s'inspire de la figure du hongrois Lajos Kossuth, qui prit la tête de la lutte d'indépendance de la Hongrie contre l'état autrichien lors de la révolution hongroise de 1848. Le sentiment anti-autrichien couvait dans Budapest, particulièrement en 1903 et Bartók était marqué par cette ferveur nationale : il demanda à sa mère, dans ses lettres, de ne plus parler allemand à la maison, d'appeler sa sœur par son nom hongrois, et arborait le costume national.
C'est au printemps et à l'été 1903 (entre le 2 avril et le 18 août) qu'il composa son poème symphonique. Celui-ci se situe dans la tradition nationaliste hongroise du XIXe siècle, tracée par Ferenc (Franz) Liszt et Ferenc Erkel. Du point de vue de l'écriture, Kossuth est marqué par l'influence des poèmes de Liszt et de Richard Strauss (que Bartók avait découvert en 1902, et dont il avait d'ailleurs transcrit pour piano la Vie de héros, qui fut un de ses modèles). L'œuvre décrit avec force et dramatisme la vie hongroise, puis les péripéties de la lutte pour l'indépendance. Elle s'achève sur une belle marche funèbre, qui dépeint l'échec final, l'exil de Kossuth et la Hongrie remise sous le joug de l'occupant.
Kossuth fut créé à Budapest sous la direction d'István Kerner le 13 janvier 1904, puis peu de temps après par le Hallé Orchestra de Manchester et János (Hans) Richter. L'exécution de Budapest créa une polémique, des Autrichiens et des Allemands étant membres de l'orchestre : un trompettiste autrichien refusa de jouer un passage parodiant l'hymne Gott erhalte de Haydn. La nouvelle œuvre remporta un immense succès dans la capitale hongroise et lui amena la popularité, et porta sur lui l'intérêt du monde musical. Toutefois, Bartók changea rapidement d'avis ; il ne souhaita pas qu'il y eut d'autres exécutions du poème après ces deux premières mondiales, et le désavoua même plus tard dans une certaine mesure. La marche funèbre, qu'il transcrivit lui-même pour piano, en fut la seule partie encore éditée de son vivant après la première et seule publication de 1905. L'œuvre entière ne fut rejouée à Radio Budapest qu'en 1961, seize ans après la mort du compositeur, et publiée en 1963 par le musicologue Denijs Dille (à l'origine du classement DD des œuvres de Bartók).
Voici un extrait d'un entretien de Bartók avec son ami le poète Dezső Kosztolányi, en 1925 :
K. : « Quelles sont les premières œuvres qui vous donnent réellement l’impression qu’elles émanent de votre for intérieur ? »

B. : Les Quatorze pièces pour piano. Le premier quatuor.

K. : Et la Symphonie Kossuth ?

B. : (avec un geste de la main) : Non, pas celle-là. Elle n’a pas la forme d’une œuvre arrivée à maturité.